# Financement public des partis politiques en Belgique
Cet article fournit diverses informations sur le financement public des partis politiques en Belgique.
La loi du 4 juillet 1989, modifiée en 1994 et 2005, prévoit une dotation aux partis politiques basée sur les résultats aux élections fédérales. Le système de financement des partis politiques, qui n'était auparavant pas régulé, est ainsi devenu « quasi entièrement public ».
La loi prévoit que chaque formation politique disposant d’au moins un siège de député a droit à une dotation constituée d’un montant forfaitaire indexé (185 000 euros en 2018), augmenté d’un montant indexé (3,17 euros en 2018) par suffrage obtenu.
Si un parti politique est également représenté au Sénat par au moins un membre, il a également droit à une dotation supplémentaire.
De la même façon, un siège de sénateur rapporte 74 000 euros forfaitaires plus 1,27 euro par suffrage.
En échange de ce financement public, il est demandé aux partis politiques une transparence au niveau des comptes. 

## Critiques
Dans un article paru en mars 2023, le journal français Le Monde pointe les inepties du système dans un pays qui multiplie les assemblées et les systèmes de gouvernement. Le journal note que les revenus plantureux des partis ajoutés au pouvoir dont ils disposent au travers des assemblées leur ont permis des dépenses somptueuses, par exemple pour assurer leur promotion sur les réseaux sociaux. Ainsi, le Vlaams Belang a t-il pu dépenser en 2022 plus de 363 000 euros à cette fin, alors que le Parti du Travail de Belgique, pourtant prompt à critiquer les Gafam, a pu payer 248 000 euros à Facebook et Instagram pour accroître sa visibilité. 
Un panel citoyen, « We Need To Talk », composé de 60 citoyens tirés au sort et reflétant autant que possible la société belge, a élaboré 34 propositions politiques concrètes ( https://www.weneedtotalk.be/fr/rapport-panel-citoyen ) résultant de discussions avec des experts universitaires et des présidents de partis afin de parvenir à un système de financement des partis plus équilibré et démocratiquement responsable. 
En mai 2023, ce panel citoyen a présenté ses conclusions à la Chambre en Commission Constitution et Renouveau Institutionnel.
Le 26 janvier 2024, un collectif de 67 personnalités publiques signe une carte blanche dans le quotidien Le Soir qui commence par rappeler: "À la page 83 de l’accord de coalition Vivaldi du 30 septembre 2020, on peut lire ceci : « Nous poursuivons la réforme du système de financement des partis, comme l’a décidé la Chambre, notamment en renforçant la transparence et le contrôle des recettes et des dépenses. » 1217 jours plus tard, force est de constater que bien peu de progrès ont été réalisés." pour conclure par cet appel: "Les citoyens ont contribué pendant des années à financer le fonctionnement de vos partis. Aujourd’hui, ils proposent des idées pour améliorer ce financement. L’heure est au courage politique. Unissez vos forces et montrez que vous prenez au sérieux la réforme du financement des partis."